# Извору (Њамц)
Извору (рум. Izvoru) насеље је у Румунији у округу Њамц у општини Јон Креанга. Oпштина се налази на надморској висини од 237 m.

## Становништво
Према подацима из 2002. године у насељу је живело 423 становника, од којих су сви румунске националности.